# Branislav Martinović
Branislav „Branko” Martinović (cyr. Бранислав Бранко Мартиновић, ur. 29 listopada 1937, zm. 26 lutego 2015) – serbski zapaśnik, w barwach Jugosławii dwukrotny medalista olimpijski.
Walczył w stylu klasycznym. Brał udział w dwóch igrzyskach (IO 60, IO 64), na obu zdobywał medale. W 1960 zajął drugie miejsce w wadze lekkiej (67 kilogramów), w 1964 trzecie w wadze piórkowej (do 63 kilogramów). Był brązowym medalistą mistrzostw świata w 1961, na mistrzostwach Europy był trzeci w 1966. W 1963 zwyciężył w igrzyskach śródziemnomorskich.